# Santa Maria in Via Lata
Santa Maria in Via Lata är en kyrkobyggnad och mindre basilika i Rom, helgad åt Jungfru Maria. Kyrkan är belägen vid Via del Corso i Rione Pigna och tillhör församlingen Santi XII Apostoli.
Kyrkans tillnamn ”Via Lata” åsyftar Via Lata, det tidigare namnet på Via del Corso.

## Kyrkans historia
I fornkristen tid inrättades här en diaconia, en tidig kristen välfärdsinrättning. Bland annat delades mat ut åt behövande. Det har emellertid inte klarlagts när den tidigaste kyrkan på denna plats invigdes, men det skedde förmodligen under påve Sergius I:s pontifikat i slutet av 600-talet. Kyrkans tidigaste dokumenterade omnämnande är från år 806, då det i Liber Pontificalis anges att påve Leo III lät utsmycka kyrkan.
Kyrkan omnämns därefter i Catalogo di Cencio Camerario, en förteckning över Roms kyrkor sammanställd av Cencio Savelli år 1192 och bär där namnet sce. Marie in Via Lata.
Därtill förekommer den i Il catalogo Parigino (cirka 1230) som s. Maria in Via lata, i Il catalogo di Torino (cirka 1320) som Ecclesia sancte Marie in via Lata och i Il catalogo del Signorili (cirka 1425) som sce. Marie in via Lata.
Eugenius IV lät 1433 restaurera kyrkan och knöt den till det närbelägna klostret Santi Ciriaco e Nicola. I slutet av 1400-talet beslutade Innocentius VIII att en ny kyrkobyggnad skulle byggas. I samband med detta revs Arcus Novus, vilken hade uppförts till kejsarna Diocletianus och Maximianus ära år 293.

## Fasaden
Fasaden i två våningar är ritad av Pietro da Cortona och stod färdig 1662. Den nedre våningens loggia har fyra monumentala korintiska kolonner samt flankerande pilastrar. Kolonnerna och pilastrarna bär upp ett entablement vars fris har inskriften DEIPARAE VIRGINI SEMPER IMMACVLATAE MDCLXII. Den övre våningens loggia har en serliansk båge. Kyrkans rektangulära portik har ett kassetterat tunnvalv med oktogoner och kvadrater i vitt och ljusgrått. Portikens absidala kortsidor har halvkupoler dekorerade med festonger. Portikens tunnvalv ser dock ut att fortsätta bortom absiderna. Portikens arkitektoniska formspråk med kassettvalv och kortsidornas absider går tillbaka på förebilder från senantiken. Den serlianska bågens placering är influerad av samma motiv på triumfbågen i Orange.
Kyrkans kampanil är ritad av Martino Longhi den äldre.
Ovanför kyrkans ingångsportal sitter en relief föreställande Jungfru Maria, utförd av Cosimo Fancelli.

## Interiören
Interiören genomgick mellan 1650 och 1655 en renovering under ledning av Cosimo Fanzago. Han formgav bland annat innertaket i trä samt klädde mittskeppets tolv kolonner med siciliansk jaspis. Innertaket renoverades 1863 av arkitekten Salvatore Bianchi.
Högaltaruppsatsen, beställd av Francesco d'Este, har tidigare attribuerats åt Bernini, men anses numera vara utförd av Santi Ghetti. Fyra korintiska alabasterkolonner flankerar en utsirad barockram som hyser ikonen Vergine Advocata från sent 1100-tal. I absidens halvkupol har Andrea Camassei målat Jungfru Marie himmelsfärd.
På ömse sidor av altaruppsatsen återfinns gravmonumenten över Francesco d'Estes föräldrar: till vänster monumentet över Giovanni Battista d'Este, med byst utförd av Giuliano Finelli, till höger monumentet över Clarice Margana, med byst av Andrea Bolgi.
Interiören har elva tondomålningar med scener ur Jungfru Marie och Kristi liv.
1. De heliga Joakim och Anna bebådas om Jungfru Marie födelse av Agostino Masucci
2. Jungfruns födelse av Pietro da Pietri
3. Jungfru Marie frambärande i templet av Agostino Masucci
4. Jungfru Marie trolovning med Josef av Agostino Masucci
5. Bebådelsen av Agostino Masucci
6. Jesu födelse av Pietro da Pietri
7. Jesu frambärande i templet av Pietro da Pietri
8. Konungarnas tillbedjan av Agostino Masucci
9. Madonnan och Barnet med helgon av Pietro da Pietri
10. Kristi dop av Agostino Masucci
11. Den uppståndne Kristus Giovanni Domenico Piastrini

### Höger sidoskepp
Det första altaret i höger sidoskepp är invigt åt aposteln Andreas. Altarmålningen Den helige Andreas martyrium är utförd av Giacinto Brandi. Det andra altaret, invigt åt den helige Josef, har Giuseppe Ghezzis målning De heliga Nikolaus av Bari och Blasius tillber Jesusbarnet som hålls i famnen av den helige Josef, utförd 1686. Kapellet i slutet av höger sidoskepp är invigt åt den korsfäste Kristus och hyser ett 1600-talskrucifix i trä. På altaret står ett magnifikt sakramentshus i lapis lazuli och alabaster.

### Vänster sidoskepp
Det första altaret i vänster sidoskepp är invigt åt den helige Laurentius och Pietro de' Pietri har utfört målningen Madonnan och Barnet med de heliga Antonius av Padua, Laurentius, Praxedis och Venantius. Laurentius hänvisar med handen till sitt halster, medan Praxedis ses med en svamp med vilken hon samlar upp martyrernas blod. Det andra altaret, invigt åt den helige aposteln Paulus, har Pier Leone Ghezzis målning Den helige Paulus döper de heliga Sabina och hennes söner, utförd omkring 1727. Kapellet i slutet av vänster sidoskepp är invigt åt de heliga Katarina av Alexandria och Quiriacus av Ostia. Två kolonner i verde antico flankerar Giovanni Odazzis altarmålning Madonnan och Barnet med de heliga Katarina och Quiriacus från 1716. I detta kapell finns även gravmonumenten över Joseph Lucien Bonaparte och Zénaïde Bonaparte; den sistnämndas byst är ett verk av Pietro Tenerani.

## Kryptan

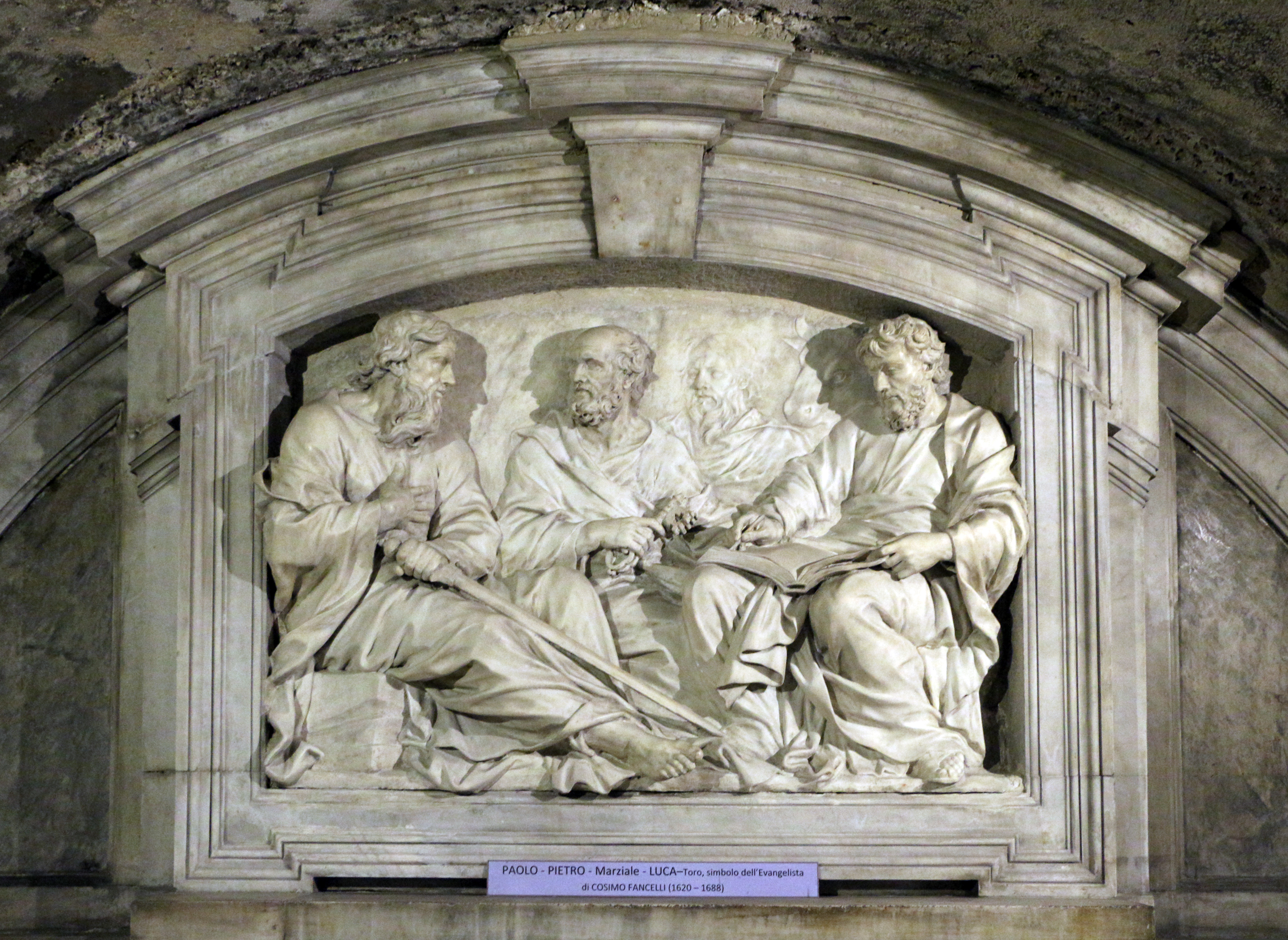
Marmorrelief av Cosimo Fancelli som visar Paulus och Petrus i samspråk, medan evangelisten Lukas skriver sitt evangelium. I bakgrunden ses Martialis av Limoges.

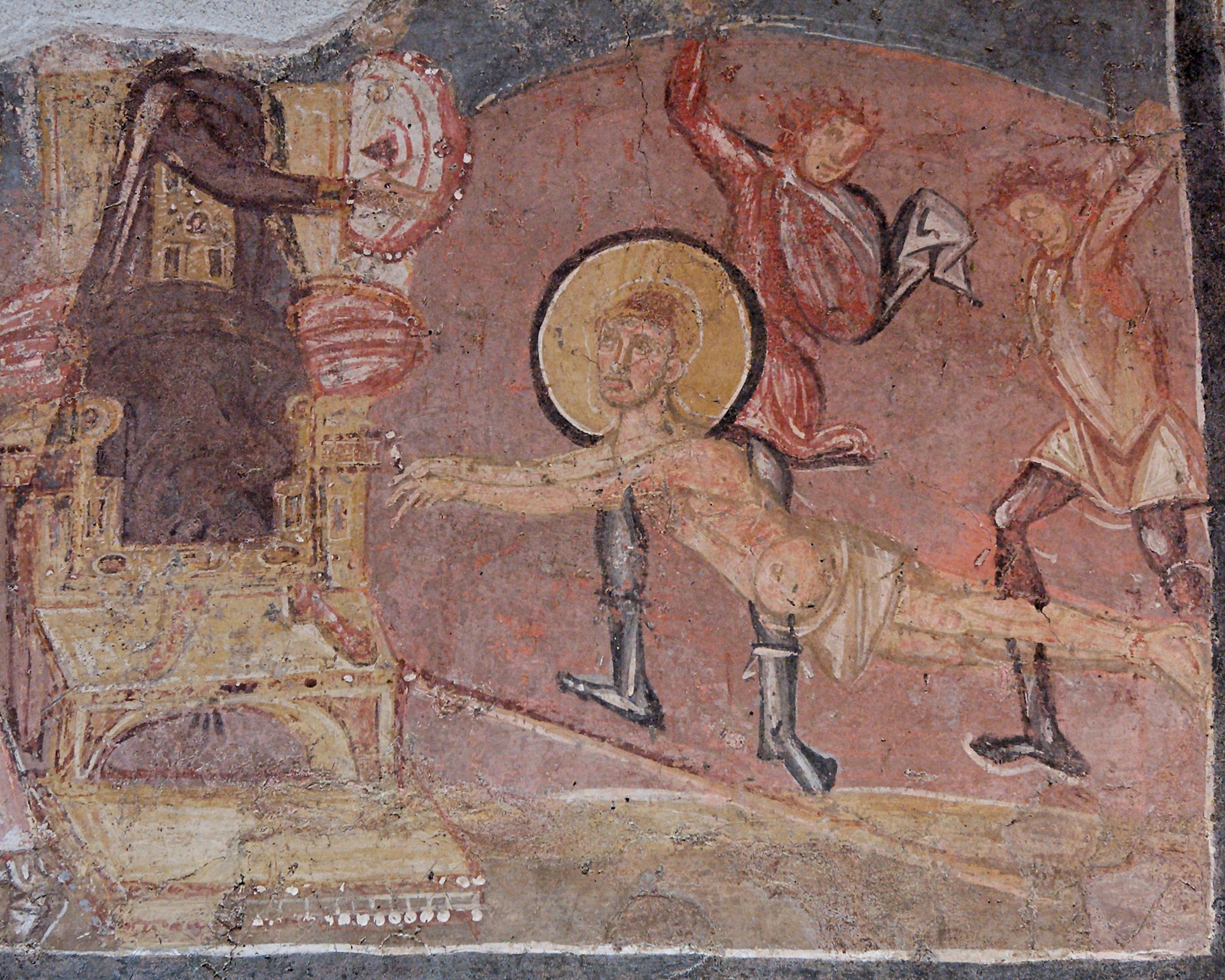
Den helige Erasmus gisslande. Målning från 700-talet.

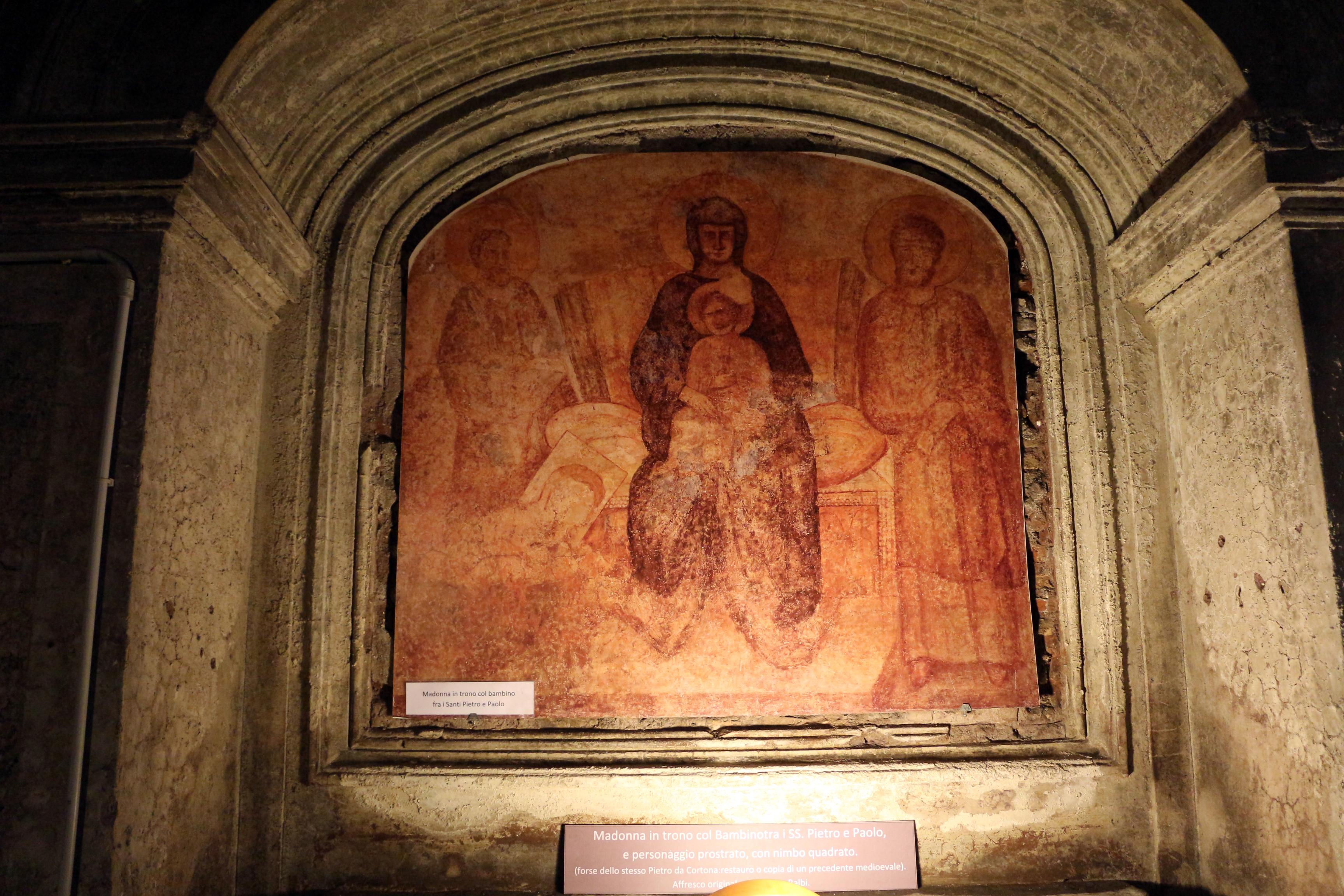
Tronande Madonna och Barnet med de heliga Petrus och Paulus.

Den äldsta kyrkan på platsen utgör nu krypta. Enligt legenden skall aposteln Paulus ha varit fängslad på denna plats under sin vistelse i Rom. Inte förrän i början av 1900-talet inleddes mera metodiska utgrävningar av den äldsta kyrkan. En del av de medeltida muralmålningarna har överförts till Crypta Balbi. En av dessa framställer hur den helige Erasmus hudflängs i närvaro av kejsar Diocletianus.
Sex underjordiska rum (I–VI) är tillgängliga för besökare. Dessa restaurerades av Pietro da Cortona och besöktes av påve Alexander VII den 31 mars 1665.
Rum I är enligt traditionen Paulus fängelse. Här bevaras en kolonn med en askurna med Kristusmonogrammet. Kolonnen har inskriptionen VERBVM DEI NON EST ALLIGATVM, ”Guds ord bär inte bojor”. I detta rum finns även en vattenbrunn, vilken Petrus ska ha använt vid dop. Rum II är kapellet i den ursprungliga diaconian; över altaret fanns en fresk med den korsfäste Kristus. Rum III uppvisar svårt skadade freskfragment. Rum IV var smyckat med en freskcykel som framställde legenden om de Sju sovarna i Efesos. Den blev senare övermålad med fresken Den helige Erasmus gisslande. Rum V gjordes under 1600-talet om till kryptans huvudkapell. Dess barockaltare har en marmorrelief av Cosimo Fancelli som visar Paulus och Petrus i samtal, medan evangelisten Lukas skriver sitt evangelium. I bakgrunden ses Martialis av Limoges. Rum VI gjordes vid samma tid om till sakristia. En nisch har en fresk med Tronande Madonna och Barnet med de heliga Petrus och Paulus. Det fristående altaret är ett medeltida cosmatarbete.

## Titeldiakonia
Santa Maria in Via Lata stiftades som titeldiakonia av påve Fabianus år 250.
Kardinaldiakoner under 1900- och 2000-talet
- Luigi Macchi (1896–1907)
- Vakant (1907–1911)
- Louis Billot (1911–1927)
- Vakant (1927–1937)
- Giuseppe Pizzardo, titulus pro hac vice (1937–1948)
- Valerian Gracias, titulus pro hac vice (1953–1978)
- Władysław Rubin (1979–1990); titulus pro hac vice (26 november 1990 – 28 november 1990)
- Edward Idris Cassidy (1991–2002); titulus pro hac vice (2002–)

## Bilder
| - Gaveln på triumfbågen i Orange med frontonens bågmotiv. - Ikonen Vergine Advocata med orden FONS LVCIS STELA MARIS, det vill säga ”Ljusets källa, havets stjärna”. - Santa Maria in Via Lata (nummer 851) på Giovanni Battista Nollis karta över Rom från år 1748. - Santa Maria in Via Lata (till höger) på en gravyr av Giuseppe Vasi. - Portikens tunnvalv. |